# De Frisinnades Förbund
De Frisinnades Förbund, (fin: Vapaamielisten Liitto) var ett liberalt politiskt parti som existerade i Finland 1951-1965.
När Framstegspartiet upplöstes 1951, grundades De Frisinnades Förbund av en minoritet från detta parti, huvudsakligen koncentrerad till Helsingfors. Bland partiets företrädare märktes bland annat Teuvo Aura och Sakari Tuomioja. Tuomioja var partiets kandidat i 1956 års presidentval, och stöddes då också av Samlingspartiet, men valet vanns av agrarförbundaren Urho Kekkonen.
Den 29 december 1965 gick partiet samman med Finska folkpartiet, som hade sitt ursprung i en större grupp från Framstegspartiet; tillsammans bildade de Liberala folkpartiet och partiernas riksdagsgrupper gick också samman.